# Eilean nan Gabhar, Small Isles
Eilean nan Gabhar är en obebodd ö i ögruppen Small Isles i Argyll and Bute, Skottland. Ön är belägen 1 km från Craighouse.